# Derxena quadrinotata
Derxena quadrinotata là một loài bướm đêm trong họ Geometridae.